# Vesterbro Provsti
Den 1. januar 2012 blev Vesterbro Provsti nedlagt og slået sammen med Vor Frue Provsti under navnet Vor Frue-Vesterbro Provsti.
Vesterbro Provsti var et provsti i Københavns Stift.  Provstiet ligger i Københavns Kommune.
De syv af sognene på Vesterbro indgik pr 1. søndag i advent 2008 i et samarbejde under navnet Vesterbro Bykirke.
Vesterbro Provsti bestod af 9 sogne med 9 kirker, fordelt på 2 pastorater.

## Pastorater
| Pastorater i Vesterbro Provsti | Pastorater i Vesterbro Provsti |
| ------------------------------ | ------------------------------ |
| Sydhavn Pastorat               | Vesterbro Bykirke Pastorat     |

## Sogne
| Sogne i Vesterbro Provsti | Sogne i Vesterbro Provsti | Sogne i Vesterbro Provsti |
| ------------------------- | ------------------------- | ------------------------- |
| Absalons Sogn             | Apostelkirkens Sogn       | Elias Sogn                |
| Enghave Sogn              | Gethsemane Sogn           | Kristkirkens Sogn         |
| Maria Sogn                | Sankt Matthæus Sogn       | Sydhavn Sogn              |